# Chilská hokejová reprezentace
Chilská hokejová reprezentace (španělsky : Selección de hockey sobre hielo de Chile) je národní hokejové mužstvo Chile, které sestavuje Chilská federace ledního a inline hokeje (Federación Chilena de Hockey en Línea y en Hielo - FCHLH). Hokejový svaz sdružuje 250 registrovaných hráčů (z toho 120 seniorů), majících k dispozici 7 vnitřních a 1 venkovní kluziště s umělou ledovou plochou. Chile je přidruženým členem Mezinárodní federace ledního hokeje od 22.září 1999. Chile zatím nehrálo na Mistrovství světa ani Olympijských Hrách a proto není v žebříčku IIHF. Týmové barvy jsou červená, modrá, bílá, a přezdívka týmu je La Roja sobre Hielo (The Red One on Ice).

## Historie
Chile mezinárodně dosud hrálo na Panamerickém poháru 2017 v Ciudad de México, a Amerigol LATAM Cupu 2019,2021,2022 a 2023 v Coral Springs.
První mezinárodní zápas Chile byl i největší porážkou 5.června 2017 Argentina - Chile 26:0 v Ciudad de México a nejvyšší výhra je 21.srpna 2023 Chile - Brazílie 7:3 z Coral Springs.